# Umfangband

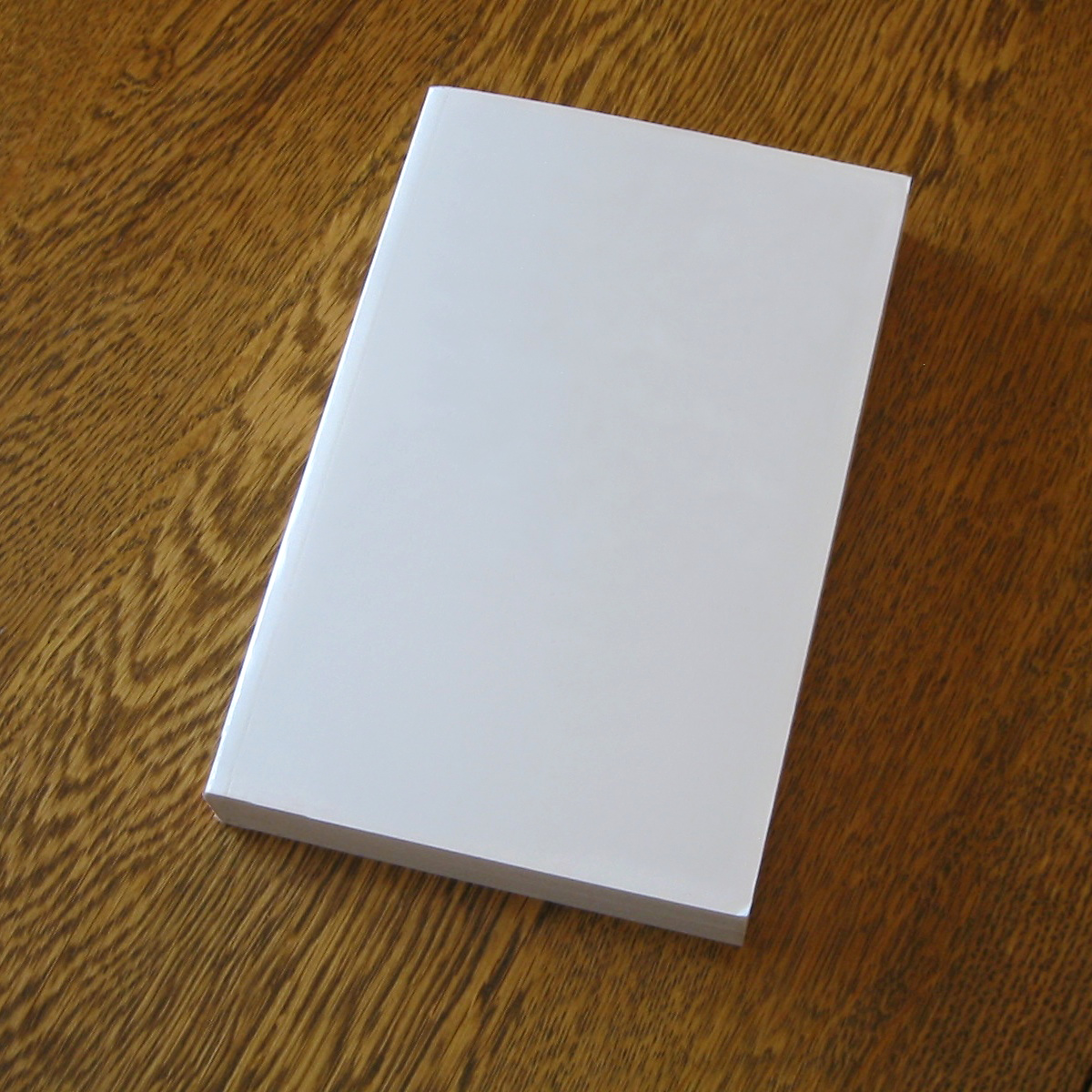
Unbedruckte Broschur

Ein Umfangband oder Blindband dient zur Abschätzung der Abmessungen einer Buchproduktion.
Der Buchbinder liefert dem Auftraggeber auf Wunsch ein unbedrucktes Muster, das aus dem Papier und dem Einband der geplanten Auflage einer Publikation gefertigt wurde. Dadurch entsprechen die äußeren Maße und das Gewicht dem noch nicht fertigen Buch.
Der Umfangband wird vor allem benutzt, um bei der Buchherstellung die Dicke des Bandes und die Maße für den Einband zu ermitteln. Diese Angaben benötigt der Grafiker zur Gestaltung des Einbandes bzw. des Schutzumschlages.